# Micro Machines (série)

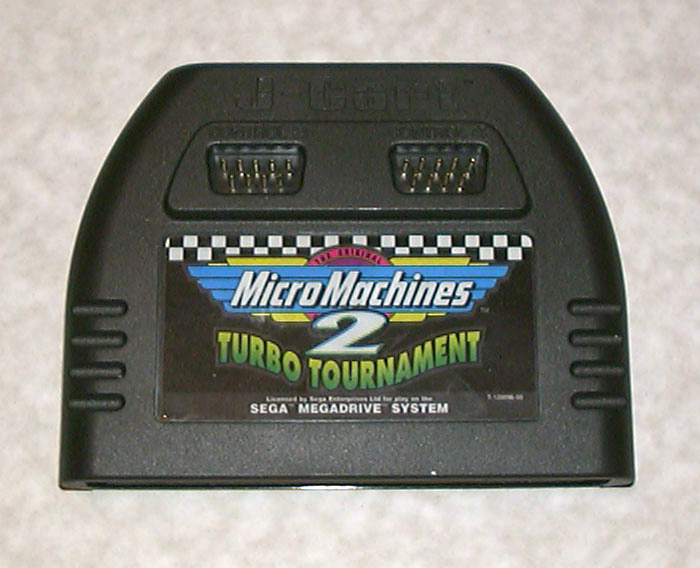
Micro Machines como um J-Cart.

Micro Machines é uma série de jogos eletrônicos para computador e videogames que traz carrinhos de brinquedo disputando corridas. O jogo foi desenvolvido pela Codemasters e distribuído para várias plataformas (incluindo Amiga, Mega Drive/Genesis, Super Nintendo Entertainment System, Game Boy e PS2) entre 1991 e 2006. A série é baseada na linha de brinquedos de veículos em miniatura da micro machines. [carece de fontes?]
Os jogos de Micro Machines trazem pistas baseadas em cômodos de uma casa, por exemplo: mesas de cozinha e escrivaninhas de trabalho. As pistas também contém obstáculos em forma de itens de cômodos de uma casa; geralmente a possibilidade de cair para fora de uma pista é tratado como um perigo como na vida real.
Micro Machines: As Miniaturas de Escala Original, também chamadas Micro Machines ou simplesmente The Micros, são uma linha de brinquedos originalmente fabricados pela empresa lewis Galoob, inc(agora parte da Hasbro) em meados da década de 1980 e ao longo dos anos 90. Galoob licenciou a ideia por trás da Micro Machines de Clemens V. Hedeen, um inventor americano de brinquedos de Wisconsin. Micro Machines eram estilo componente pequena escala "colecionáveis" e veículos que eram ligeiramente maior do que escala N. Os comerciais de televisão da Early Micro Machines eram famosos por apresentar o ator John Moschitta Jr. que era (na época) listado no Guinness Book of World Records como o locutor mais rápido do mundo. [carece de fontes?]